# Хипербарична оксигенација
Хипербарична оксигенација (ХБО), хипероксија у хипербарији или хипероксигенација у хипербарији, дисање кисеоника под натпритиском, је вештачко повећање укупне количине кисеоника у удахнутом ваздуху и ткивним течностима организма, применом чистог (100%) медицинског кисеоника (хипероксија) на вештачки увећаном парцијалном притиску кисеоника, који је већи од атмосферског притиска на нивоу мора (у хипербаричним условима, нпр. лечење у хипербаричним коморама или у току роњења) или као једна од основних мера очувања дисања у условима смањеног барометарског притиска у атмосферском ваздуху (у хипобаричним условима, нпр. у току летења на великим висинама или боравка на високим планинама).

## Физиолошки разлози примене ХБО
Један од главних физиолошких разлога примене кисеоника под увећаним притиском (хипербарична оксигенација), је да се у нарушеним условима дисања због; сниженог парцијалног притиска кисеоника или укупног атмосферског притиска средине, организму осигура нормално засићење (сатурација) хемоглобина кисеоником. Одржавањем парцијалног притиска кисеоника између 80 и 100 mmHg, хипербарична оксигенација у облику хипербаричне оксигенотерапије, примењује се као савремена метода лечења многих стања и болести.
Адекватне оксигенација ткива у нормобаричним условима (на нормалном атмосферски притисаку и концентрацији кисеоника до 21%), указује да је количина испорученог кисеоника који се транспортује из плућа до периферних ткива задовољавјући и омогућава правилно обављање свих њихових метаболичких функција. Међутим у одређеним нарушеним амбијенталним условима у ваздуху (због снижене вредности притиска (нпр. испод 1 бар-а или концентрације кисеоника испод 21%), настаје дефицит у потребама ћелија и ткива за кисеоником. Зато је за очување потребних виталних функција или у сврху лечења хипоксијом изазваних болести у организму потребно удисање хипербаричног кисеоника.
Потрошња кисеоника је проценат кисеоника који се ослобађа из крви и плазме за потребе ткива. Ткива у нашем телу, у мировању, обично троше између 5-6 ml кисеоника по једном децилитру крви. Међутим, постоји физиолошки максимум који ограничава капацитет крви за транспорт кисоника; за 1g хемоглобина се везује само до 1,34 ml (0,06 mmol) кисеоника. Бројне болести или повреде настоје да компромитују транспорт кисеоника путем крви.
Путем крвног система око 97,5% кисеоник до ткива се допрема везан за хемоглобина а само 2,5% кисеоника преноси крвна плазма. Зато је улога крвне плазме као носиоца кисеоника на нормалном (нормобаричном ) атмосферском притисаку сасвим мала и оксигенација ткива углавном зависи од капацитета хемоглобина за везивање кисеоника.
Применом кисеоника на увећаном притиску (хипербаричнаоксигенација) крвној плазми се даје значајно већа улога у снабдевању кисеоником организма у нарушеним условима оксигенације. Наиме оксигенација тела је ја поред највећег могућег засићења хемоглобина (до 100%), обогаћена и увећаном концентрацијом кисеоника раствореног у плазми која износи и до 2.000%.
Мозак је једна од најосетљивијих органа тела који у великој мери трпи ако се јави мањак кисеоника. На сву срећу, мозак и највише реагује на хипербаричну оксигенацију. То је разлог зашто се ови позитивни резултати након проналаска хипербаричне оксигенације примењују за лечење оних са аутизмом, повредама мозга и нервног система, можданим ударом и оних који са когнитивним потешкоћама.

## Хипероксигенација у хипербарији
Са повећањем атмосферског притиска, поред нормалног засићења хемоглобина, повећава се и концентрација кисеоника у плазми, лимфним и цереброспиналним течностима која достиже ниво до 6 ml/dl крвне плазме (овај процес се заснива на општим законима о растварању гасова у течности.
Као резултат хипероксигенације крви и плазме настају следећи позитивни учинци;
- Укупна оксигенација тела у хипербаричној оксигенацији сада износи; највеће засићење хемоглобина плус до 2000% увећана концентрације кисеоника у плазми и другим телесним течностима.
- Плазма засићена кисеоником не само да побољшава пренос кисеоника хемоглобином, већ достизањем концентрације до 6 ml/dl (на притиску од 3 атмосфере) кисеоник растворен у плазми прелази метаболичке захтеве ткива, костију и ћелија, без обзира на концентрацију хемоглобина у крви.[6]
- Кисеоник који преноси плазма (као нестишљива течност) у стању је да доспе и у оне делове тела у којима због нарушене циркулације није доступан кисеоник из молекула хемоглобина у црвеним крвним зрнцима (због њихове величине као корпускуларних честице већег дијаметра од молекула течности).[7]

Другим речима, хипербарични кисеоника је нека врста безбедног „бај-паса“ који у болесном стању обично служи као главни чинилац у транспорту кисеоника– нпр. код тровања угљен-моноксидом, тешка анемија, хронична рана итд. што чини суштину хипербаричне оксигенотерапије коју примењује хипербарична медицина у свакодневној пракси.

## Хипероксигенација у хипобарији
Притисак кисеоника, и његова диференцијална разлика битна је за правилно засићење крви кисеоником, у току краћег боравка људи на висини, или код посада ваздухоплова у току висинских летова, јер са висином пада засићење крви кисеоником, због снижавања барометарског притиска ваздуха. Овај пад у засићењу крви кисеоником може да наруши нормалан процес дисања, доведе до хипоксије, и животно угрози особу изложену сниженом барометарском притиску ваздуха.
Ако претпоставимо да на висини барометарски притисак падне на 13,3 kPa, од те вредности на парцијални притисак водене паре отпада 6,3 kPa, за све остале гасове остаје 7 kPa. (13,3-6,3= 7). На великим висинама од 7 kPa, мора се одузети притисак  тако да у ваздуху остаје свега 3,8 kPa (7-3,2=3,8) гаса. Под условом да се кисеоник не троши од 3,8 kPa треба одузети 4/5 колико заузима азот, тако да на рО2 отпада свега 0,8 kPa. Имајући у виду да су до тог момента ткива изузетно аноксична, значајну количину кисеоника апсорбује крв, тако да у плућима остаје свега 0,26 kPa притиска кисеоника, што је недовољно за нормалан процес дисања. На основу овога закључујемо да човек на атмосферском притиску од 13,3 kPa, не би могао преживети ако би удисао само атмосферски ваздух.
- Од висине 3000 метара до висине од 12.200 метара, да не би дошло до поремећаја у организму због хипоксије, потребно је започети са, хипероксигенацијом или допунским удисањем 100% кисеоника.
- Од висине 12.200 метара удисање 100% кисеоника обавезно мора бити са допунским притиском- натпритиском (хипербарична оксигенација). Притисак од 18,8 kPa узима се као доња граница дисања 100% кисеоника без натпритиска.

Дисање кисеоника под натпритиском (хипербарична оксигенација) на висини се може постићи;
- Обогаћењем удахнутог ваздуха, довођењем 100% кисеоника помоћу кисеоничке маске или пилотског шлема
- Повећањем целокупног барометарског притиска,
- Херметизацијом кабине ваздухоплова, стварањем услова хипероксигенације, додавањем кисеоника у херметизовану кабину ваздухоплова, са повећањем барометарског притиска или без њега.[16]
- Употребом специјалног висинског одела са заштитном шлемом, уз помоћ кога се остварује дисање кисеоника под натпритиском (хипербарична оксигенација).